# Víctor González
Víctor Manuel González Reynoso (ur. 10 września 1973 w Querétaro, w stanie Querétaro) – meksykański aktor. Jest bratankiem kompozytora Oscara Reynoso.

## Filmografia

### Telenowele
- 1995: Oblicza prawdy (Bajo un mismo rostro) jako Víctor
- 1996: Marisol jako lekarz
- 1997: Diabelska miłość (Pueblo chico, infierno grande) jako Gumaro Amezcua (młody)
- 1997: Miłość i namiętność (Mirada de mujer) jako Fernando
- 1998: Perła (Perla) jako Hugo
- 1998: Azul Tequila jako Arcadio Berriozábal
- 1999: Marea brava jako Paulo
- 1999: Zakazane niebo (Besos prohibidos) jako Carlos
- 2000: El precio de nuestra sangre jako Emilio
- 2000: Miłość inna niż mówią (El amor no es como lo pintan) jako Alberto Miranda
- 2001–2002: Co to jest miłość (Lo que es el amor) jako Pablo Rivas
- 2002: Miejska kobieta (El Pais de las Mujeres) jako Daniel Cano
- 2002: Wątpliwość (La duda) jako Julián
- 2003: Bezwstydna miłość (Amor descarado) jako Ignacio Valdez
- 2005–2006: Miłość nie ma ceny (El Amor No Tiene Precio) jako Marcelo Carvajal
- 2007: Tropik (Trópico) jako Antonio Guzman
- 2007: Pod panowaniem miłości (Bajo Las Riendas Del Amor) jako Víctor Corcuera
- 2008: Nieposkromiona dusza (Alma Indomable) jako Nicanor Sanchez
- 2009: Ciemna namiętność (Pasión Morena) jako Leo Hernandez / Fernando Sirenio
- 2010–2011: Entre el amor y el deseo (Między miłością i pragnieniem) jako Luis Carlos Márquez / Luis Carlos Valdivieso Garcia
- 2012: Żona Judasza (La mujer de Judas) jako Salomon Salvatierra
- 2012: Porucznik (La Teniente) jako porucznik Juan Alejo
- 2013: Hombre tenías que ser jako Román Ortega / Román Lara Martí
- 2016–2017: La candidata jako Gerardo Martinez
- 2017–2018: Muy padres jako Emilio Palacios Fernández
- 2019–2020: Soltero con hijas jako Antonio Paz
- 2020–2021: Quererlo todo jako Leonel Montes
- 2022: El Conde: Amor y honor jako Ricardo Sánchez
- 2022: Los ricos también lloran jako León Alfaro
- 2023: El amor invencible jako Calixto Peralta

### Filmy
- 2004: Głosy niewinności (Voces inocentes) jako żołnierz F
- 2007: Szkoła uroku (Niñas mal) jako Kike Van der Linde
- 2013: 7 Años de Matrimonio jako Alberto
- 2020: El club de los idealistas jako Gabriel
- 2021: Miami Heat jako Jacobs
- 2022: Inocente Tentación jako Fabrizio, El Diablo